# أكسل ماير
أكسل ماير (بالألمانية: Axel Meyer)‏ هو عالم أحياء تطوري وبروفيسور ألماني، ولد في 4 أغسطس 1960 في مولن في ألمانيا.

## وصلات خارجية
- الموقع الرسمي